# کامل مسعود
کامل مسعود (انگلیسی: Kamel Mosaoud؛ زادهٔ ۲ اوت ۱۹۱۴) یک بازیکن فوتبال اهل مصر است.

## تیم ملی
وی عضو تیم ملی فوتبال مصر در جام جهانی فوتبال ۱۹۳۴ بوده است.